# 장철부
장철부(張哲夫, 1921년 3월 10일 ~ 1950년 8월 4일)는 대한민국의 독립운동가이자 대한민국 육군 장교이다. 본명은 김병원(金秉元)으로 1944년 일본군 학도병으로 징집되어 중국 전선에 투입되었다가 탈출하여 한국광복군에 들어가 항일운동을 하였다. 이후 한국 전쟁에서 대한민국 국군 소속 기병대대장으로 참전 중 전사하였다.

## 생애
1921년 3월 10일 평안북도 용천군 동하면 법흥동에서 아버지 김여주(金麗柱)와 어머니 장익주(張益柱) 사이에서 2남 3녀 중 장남으로 출생하였다. 1941년 정주 오산중학을 졸업하고 일본 주오 대학 법학과에 입학하였다. 대학 재학 중이던 1944년 1월, 일제에 의해 학도병으로 징집되어 일본군으로 중국 전선에 투입되었다. 중국 서주(徐州)에서 두 번의 탈영을 시도한 끝에 성공하여 충칭의 대한민국 임시정부에 들어가 한국광복군 제1지대 제1구대 유격대장으로 항일무장투쟁을 전개하였다. 그리고 본명인 김병원에서 장철부로 개명하였다.
1945년 3월 임정 주석 김구의 추천으로 중국 황포군관학교 20기 기병과로 입학하여 1947년 2월 졸업하고 조선으로 귀국하였다. 1947년 조선경비사관학교(육사)에 입교하여, 1948년 육사 5기로 임관하였다. 1949년 육군본부 직할 독립기갑연대가 창설되자 기갑연대 예하 부대인 제2기병대대장(소령)으로 임명되었다.
1950년 6월 25일 한국 전쟁이 발발하자 기병대대장으로 참전하여 여러 전투에서 전공을 올렸다.
특히 공주-대평리 전투(금강 방어선 전투) 당시 7월 14일 미군 제63포병대대 소속의 B포개가 약 400여명의 북한군에게 포위되어 전멸당할 위기에 놓이자, 그가 지휘하는(직접 현장 지휘는 아님) 기병중대가 적의 배후를 타격, 미군의 탈출을 도왔으며 이 전공은 국방부 전사편찬위원회가 1979년 발간한 한국전쟁 공식 전사(戰史) - 한국전쟁사 제2권 지연작전기 (p. 471) 보관됨 2023-04-17 - 웨이백 머신에서 기병중대의 소대장이었던 조철돈 소위의 증언 형식으로 그리고 미 육군 군사((戰史) 연구소(U.S. Army Center of Military History)가 1961년 발간한 한국전쟁 공식 전사(戰史) - 'South to the Naktong, North to the Yalu' (p. 128)와 T. R. 페렌바크가 저술한 미국의 유명한 한국전쟁 역사책인 'This kind of War'에도 기술되어 있다.
- 한국전쟁사 제2권 지연작전기 (p. 471) - 조철돈 소위 증언 원문 발췌

```
"우리 중대가 유구전투(평택―조치원부근의 전투 참조)를 치르고 공주로 복귀하다 보니 12일 밤이 되었는데, 그때 이미 공주의 금강교가 끊어진 다음이었다. 그래서 금강 서안을 따라 밤중으로 말을 달려 그 이튿날 13일 아침에 부여대안에 도착, 그곳에서 배를 구하여 부여로 도하하였다. 부여에서 공주로 가다가 지석리(부여 동북쪽 7.5km) 부근에서 하안정찰을 나왔다가 길을 잃은 미군 6명을 만나 함께 삼교리로 갔다. 그곳에 포진지가 있었고, 서쪽 강변에는 미군수색중대와 공주경찰병력이 배치되어 있다고 하였다. 중대는 우금치(삼교리 동북쪽 1.8km) 남쪽에 중대본부를 두고, 우금치 서쪽 고지에 경계병력을 배치하였다."
```

```
"14일, 중대본부에서 점심식사를 하고 있는데, 고개 서쪽 고지에서 사격이 가해져서, 급히 달려가보니 적이었다. 그 고지의 적을 무찔렀는데 그 동안에 삼교리의 포병진지가 공격을 받게 되었다. 그래서 이번에는 포대를 구출하려고 달려갔으나, 이미 포대가 수라장이 된 뒤여서 적의 등을 찔러 포대와 합세를 하였을 뿐 적을 격퇴하지는 못하였다. 결국 포대와 함께 그곳에서 철수하게 되고말았는데, 105mm곡사포 5문인가 모두 공이를 뽑아 파괴하였다. 중대의 말(馬)에 미군 부상병을 싣고, 우리 병사들은 걸어서 동쪽의 논산도로로 빠졌는데, 도로에 나오니 미군차량들이 대기하고 있다가 그들을 후송해 갔다. 중대는 논산으로 집결하여 그날 밤을 보낸 뒤, 그곳에서부터 미 제34연대의 지휘를 벗어나, 15일 여산―전주로 내려가, 서남지구 전투사령부의 장악하에 들게 되었다."
```

- South to the Naktong, North to the Yaul (p. 128) 원문 발췌

```
"A group of  South Korean carvalry rode past the battery and attacked west toward the enemy, but the confusion was so great that no one in the artillery position seemed to know what happened as a result of this intervention"
```

- T. R. 페렌바크의 'This kind of War' 원문 발췌

```
"Next, it was B Battery's turn. Four hundred enemy infantry surrounded the battery area, and for several minutes something akin to 
Custer
's last stand was repeated. Then, while a group of ROK horse cavalry, who had ridden out of nowhere to attack the enemy, slashed into the North Koreans on the west, the artillerymen went march order."
```

1950년 8월 4일 청송, 경주에 진출하려는 조선인민군 제12사단의 공격에 맞서 싸우다가 대대 지휘소가 점령되기 직전 “포로가 되는 수치와 불명예 대신에 차라리 깨끗한 죽음을 택하겠다.”며 자신의 권총으로 자결하였다.

## 상훈과 추모
대한민국 정부는 장철부 소령의 공훈을 기려 중령으로 1계급 특진을 추서하였다. 1990년 건국훈장 애족장(1977년 대통령표창)을 추서하였다. 호국인물 현양행사와 함께 2002년에는 태극무공훈장을 추서하였다. 묘소는 국립대전현충원 애국지사 제2묘역으로 2002년 8월 12일 안장되었다.

## 학력
- 1941년 평북 정주 오산중학 졸업
- 1944년 일본 주오 대학 법학과 중퇴
- 1945년 황포군관학교 20기 기병과 졸업
- 1948년 조선경비사관학교 5기 졸업

## 장철부를 연기한 배우

### 영화
- 1974년 영화 《증언》 - 배우: 최창호(배역: 대대장)

## 사진

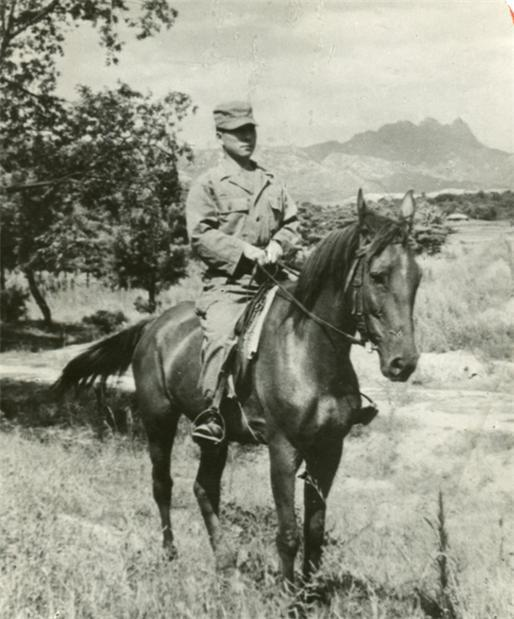
장철부